# Жарковка
Жа́рковка (рос. Жарковка) — присілок у складі Шегарського району Томської області, Росія. Входить до складу Північного сільського поселення.

## Населення
Населення — 37 осіб (2010; 59 у 2002).
Національний склад (станом на 2002 рік):
- росіяни — 97 %